# 新潟県道442号杉沢上樫出線
新潟県道442号杉沢上樫出線（にいがたけんどう442ごう すぎさわかみかしいでせん）は、新潟県見附市から同県長岡市に至る一般県道である。

## 概要

### 路線データ
- 起点：新潟県見附市杉澤町字谷内林（新潟県道210号遅場見附線・新潟県道213号下田見附線交点）
- 終点：新潟県長岡市上樫出字東沖ノ原（国道290号・新潟県道9号長岡栃尾巻線交点）

## 通過する自治体
- 新潟県
  - 見附市 - 長岡市

## 接続する道路
- 新潟県道210号遅場見附線・新潟県道213号下田見附線（起点：見附市杉澤町字谷内林）
- 新潟県道19号見附栃尾線（長岡市楡原地内で重複）
- 国道290号・新潟県道9号長岡栃尾巻線（終点：長岡市上樫出字東沖ノ原）

## 周辺
- 見附市立見附第二小学校
- 長岡市立上塩小学校
- 杉沢簡易郵便局
- 栃尾コロナ（コロナ子会社）
- 栃尾ショッピングモール トッピィ
- コメリホームセンター 栃尾店
- 刈谷田川